# یائسه، اوکیناوا
یائسه، اوکیناوا (به لاتین: Yaese, Okinawa) یک منطقهٔ مسکونی در ژاپن است که در Shimajiri District واقع شده‌است. یائسه  ۲۶٬۷۵۸ نفر جمعیت دارد.